# DLR-Test
Der DLR-Test ist eine Eignungsprüfung für Astronauten, Piloten und Fluglotsen. Er wird vom Deutschen Zentrum für Luft- und Raumfahrt (DLR) in Hamburg und Zürich durchgeführt. Der Test findet im Auftrag verschiedener Luftfahrt-Unternehmen statt. So vergeben z. B. die Lufthansa und auch andere Airlines sowie die Deutsche Flugsicherung (DFS) ihre Ausbildungsplätze für künftige Piloten und Fluglotsen anhand der Ergebnisse des DLR-Tests.

## DLR-Tests für Piloten
Der Eignungstest für künftige Piloten gliedert sich in zwei Untersuchungsabschnitte. Wenn die Berufsgrunduntersuchung bestanden wurde, darf der Proband an der zweiten Untersuchung – der Firmenqualifikation – teilnehmen.

### Die Berufsgrunduntersuchung (BU)
Die BU beginnt erfahrungsgemäß um 08:00 Uhr und dauert bis zum frühen Abend.
In der BU werden alle Tests am PC durchgeführt. Dabei werden – neben Kopfrechnen und akustischer sowie visueller Merkfähigkeit – einerseits die Geschicklichkeit und Reaktionsschnelligkeit überprüft, andererseits das mathematische, physikalisch-technische und allgemeine Wissen sowie die Englischkenntnisse getestet. Zusätzlich gibt es noch Tests, bei denen die Fähigkeit zur Mehrfachbelastung überprüft wird. Bei der Überprüfung der Mehrfachfähigkeit der Bewerber verwendet das DLR Verfahren, die auch das spätere Arbeitsumfeld von Piloten und Fluglotsen abbilden. Ein populäres in der Pilotenauswahl angewendetes Modul enthält beispielsweise die Cockpit-Elemente „Kurskreisel“, „Fahrtmesser“, „Höhenmesser“, „Schubanzeige bzw. -Hebel“ und „Uhr“. Die Primäraufgabe besteht darin, alle Elemente nach vorgegebenem Muster mittels Joystick und Betätigen von Bildschirmelementen aufeinander abzustimmen und parallel dazu über Kopfhörer empfangene Informationen (Zahlenreihen) korrekt zu interpretieren (drei gerade Zahlen in Folge: „grünen Knopf drücken“, drei ungerade Zahlen in Folge: „roten Knopf drücken“). Seit Januar 2010 hat ein zusätzlicher Mehrfacharbeitstest beim DLR-Test für Piloten Einzug gehalten. Das neue Verfahren erinnert im Layout an ältere Computerspiele, erlaubt jedoch valide eignungsdiagnostische Aussagen hinsichtlich der Mehrfachbelastbarkeit der Bewerber. Der neue Test beinhaltet 3 Einzeltests: eine Trackingaufgabe, ein visuelles Monitoring und ein akustisches Monitoring.
Bis Januar 2011 wurde die BU auf zwei Tage verteilt durchgeführt.

### Die Firmenqualifikation (FQ)
Nach erfolgreichem Bestehen der BU schließt sich eine Einladung zur Firmenqualifikation an, die zwei Tage dauert.
Am ersten Tag werden die Konfliktfähigkeit und das Verhalten in Einzel- und Gruppendiskussionen sowie die Teamfähigkeit getestet. Letztere wird zum Beispiel mit dem „Straßenbeladetest“ geprüft: Zwei Teampartner, die nur über Kopfhörer verbunden sind, sollen auf dem Bildschirm angezeigte Straßen möglichst effektiv auslasten, wobei sie jeweils nur einen Teil der benötigten Informationen kennen.
In simulierten Streitgesprächen wird das Verhalten in Konfliktsituationen auf die Probe gestellt. Des Weiteren müssen die Teilnehmer bei zwei Gruppendiskussionen ihre Standpunkte vertreten und gleichzeitig zu einem guten Gruppenergebnis gelangen.
Am zweiten Tag werden an einem speziell entwickelten Flugsimulator die Auffassungsgabe, die Geschicklichkeit sowie die Belastbarkeit geprüft.
Am Ende des Einstellungsverfahrens steht ein Einzelgespräch mit Vertretern der DLR-Auswahlkommission sowie der jeweiligen Airline.

## DLR-Tests für Fluglotsen
Während der Pilotentest in zwei Abschnitte unterteilt ist, kann der Eignungstest für Fluglotsen auch in einem Abschnitt stattfinden, welcher bis zu einer Woche dauern kann. Aktuell kommt jedoch weitgehend das Schema, welches an zwei Terminen stattfindet, zur Anwendung. Beim einwöchigen durchgehenden Verfahren werden am Montag verschiedene Tests an PCs durchgeführt, die Geschicklichkeit, Reaktionsschnelligkeit und Allgemeinwissen überprüfen. Am Dienstag müssen zwei Tests bewältigt werden, die der Tätigkeit des Fluglotsen sehr nahekommen: das Lotsen von Flugzeugen über einen Radarschirm sowie Flugstreifen für mehrere Kontrollpunkte managen. Wurden diese beiden Tage erfolgreich bestanden, folgen am Mittwoch Teamübungen wie der im FQ-Bereich angesprochene „Straßenbeladetest“. An den letzten beiden Tagen werden die Englischkenntnisse der verbliebenen Kandidaten in einer mündlichen Übung überprüft, danach findet ein Abschlussgespräch statt. Am Ende der Woche findet ebenfalls die medizinische Untersuchung statt, die in Ausführung und Umfang in etwa der von Privatpiloten entspricht.
Beim Auswahlverfahren über zwei Termine wird man zuerst zu einem zweitägigen Aufenthalt nach Hamburg eingeladen. Am ersten Tag werden die Teilnehmer auf verschiedenen Gebieten getestet, auf welche man sich zum größten Teil schon vorher grob mit Hilfsmitteln des DLR vorbereiten kann. Die Tests beinhalten unter anderem das Abfragen und Testen von Englischkenntnissen, Merkfähigkeit, räumliche Orientierung, Mathematik, Langzeitbelastung, Reaktionsfähigkeit und verschiedene Höraufgaben. Dieser erste Aufenthalt beim DLR dauert neun Stunden (inklusive Pausen) und ist am frühen Abend beendet. Am zweiten Tag wird bekannt gegeben, welche Teilnehmer es geschafft haben und welche nicht. Für die erfolgreichen Teilnehmer des ersten Tages geht es am zweiten Tag noch mit zwei Tests weiter, welche die Aufgaben des Fluglotsen bereits grob simulieren. Wenn auch dies überstanden ist, darf die Heimreise angetreten werden. Für alle anderen ist das Auswahlverfahren und somit die Möglichkeit, Fluglotse bei der Deutschen Flugsicherung zu werden, beendet.
Hat ein Teilnehmer die zwei Tests des zweiten Tages jedoch bestanden, wird er für weitere vier Tage nach Hamburg eingeladen und es müssen erneut verschiedene Belastungstest und Teamübungen absolviert werden. Zudem stehen eine medizinische Untersuchung, eine mündliche Prüfung in Englisch und ein abschließendes Interview an.

## Schwierigkeitsgrad und Vorbereitung auf den DLR-Test
Der DLR-Test gilt als einer der schwierigsten Einstellungstests Deutschlands, den nur ein geringer Anteil der Teilnehmer besteht. So hat sich ein Markt für Vorbereitungshilfen für den DLR-Test entwickelt. Die Wirksamkeit der angebotenen Leistungen wird insbesondere vom DLR einerseits als wenig nützlich bewertet, andererseits werden jedoch bei den diversen Tests regelmäßig Maßnahmen ergriffen, um den Faktor Vorbereitung zu verkleinern. Dies geschieht u. a. durch die Einstreuung von unbekannten bzw. neuen Testverfahren zu den etablierten und dank Internetkommunikation weithin bekannten Testbatterien.
Es werden außerdem Messgrößen in die einzelnen Verfahren implementiert, die nicht ohne weiteres von dem Testteilnehmer erkannt werden können. So kann beispielsweise bei einem Test der augenscheinlich „nur“ das „dreidimensionale Vorstellungsvermögen“ überprüfen soll, auch der Faktor „Entscheidungsfindung“ über die Anzahl der gelösten Aufgaben pro Zeitspanne gemessen werden.

## Berücksichtigung der Vorbereitung
Um gleiche Testbedingungen für alle Bewerber zu gewährleisten, hat das DLR unterschiedliche Maßnahmen ergriffen: Hierzu gehört die systematische Analyse von Testwiederholungs- und Vorbereitungseffekten (z. B. Stelling, 2002), die Entwicklung von Parallelverfahren in allen Phasen des Auswahlprogramms (z. B. Zierke, 2005) sowie die kontrollierte Bereitstellung von Coachingprogrammen, sowie die Aufforderung seitens des DLR zum Führen von Trainingsprotokollen.

## Dauer des Verfahrens (Lufthansa)
Die Dauer des gesamten Einstellungsprozesses ist von der jeweils aktuellen Personal- und Schulungsplanung der Lufthansa abhängig. Je nach Personalbedarf verändern sich die Wartezeiten zwischen den einzelnen Teststufen (Bewerbung, BU/GU und FQ/FU) sowie zwischen erfolgreich durchlaufendem Einstellungsverfahren und Beginn der Schulung bzw. der Arbeitstätigkeit (Ready-Entries).
Die jeweils aktuellen Wartezeiten für die ab-initio können online eingesehen werden.

## Zahlen
Von allen Bewerbern, die die Ausbildung zum Piloten bei der Lufthansa Flight Training (LFT) durchführen möchten und den zweiteiligen DLR-Test, bestehend aus Berufsgrunduntersuchung (BU) und Firmenqualifikation (FQ), zu absolvieren haben, bestehen ca. 20 bis 25 % das Vorauswahlverfahren (BU) und davon noch einmal ca. 20 bis 25 % das Hauptauswahlverfahren (FQ). Somit liegt der Anteil derer, die das komplette Verfahren bestehen, bei ca. 4,5 bis 5,5 % der gesamten Bewerber.